# 三大王国 (元朝)
三大王国（さんだいおうこく）は、モンゴル帝国のクビライが5人の子を分封してもうけた5つの王国のうち、嫡子3人が封ぜられた3つの王国を指す。
燕王国は、燕王号をうけた皇太子チンキム（次男）を祖とし、大都・上都を含む華北地方を支配、安西王国は三男のマンガラを祖とし、西夏の旧領とその周辺（陝西・甘粛・青海・四川等）を領有、北平王国は四男のノムガンを主とし、ゴビ砂漠以北のモンゴル本土を領有した。北平王家はノムガン1代で断絶し、その王国はチンキムの子の晋王カマラに引き継がれた。